# Строганов, Василий Егорович
Васи́лий Его́рович Стро́ганов (1859 — 1914) — врач, депутат Государственной думы I созыва от Ярославской губернии.

## Биография
Окончил медицинский факультет Московского университета со званием доктор медицины. Врач, служил по ведомству Министерства путей сообщения в Рыбинске. Бесплатно лечил нуждавшихся горожан, в качестве врача пользуется большой популярностью среди неимущих граждан города Рыбинска. Гласный Ярославского губернского земства и почётный мировой судья. Председатель Рыбинского уездного комитета Конституционно-демократической партии. Имел чин коллежского секретаря.
Выборщик от съезда крупных землевладельцев Рыбинского уезда. 26 марта 1906 года избран в Государственную думу I созыва от съезда выборщиков Ярославской губернии. Газета "Северный край" несколько саркастически описывала проводы В. Е. Строганова в Санкт-Петербург:

Рыбинская хроника. 20-го [марта 1906 года] с вечерним поездом происходили проводы В. Е. Строганова и Д. А. Скульского. На вокзале собралось человек до 500 публики. Произнесено было несколько речей. Одним из главных ораторов выступал Г. Г. Фальк, раз двадцать принимавшийся говорить о необходимости равноправия женщин и о том, что «они не оставят жену и детей» В. Е. Строганова (хотя, как мы слышали, у В. Е. совсем и нет детей).

В. Е. Строганову поручено передать 17 рублей 50 копеек петербургским безработным. Деньги эти собраны между собой рыбинскими приказчиками.

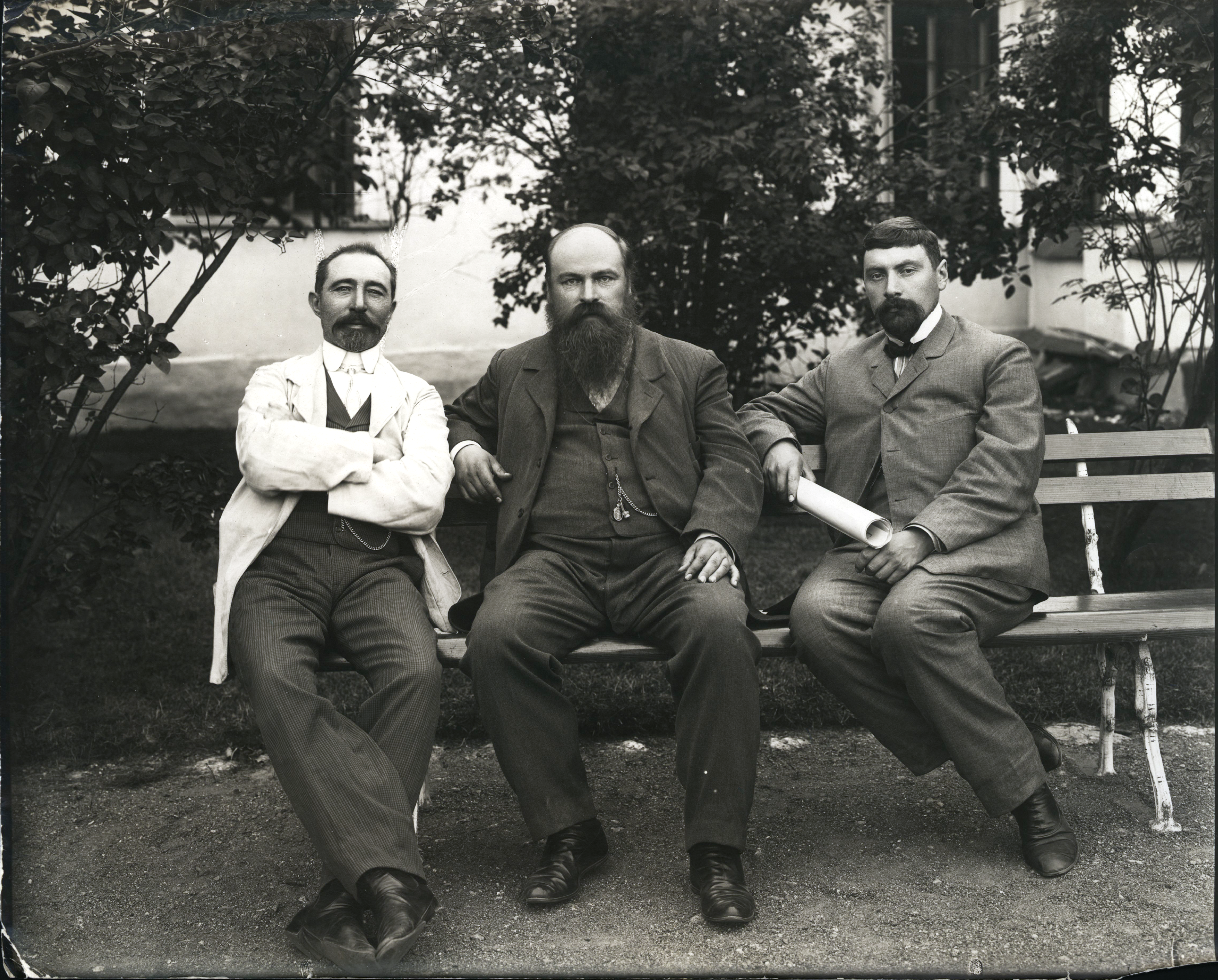
Во время работы 1-й Государственной Думы с депутатами Я. Е. Дитцем (слева) и А. С. Ломшаковым (справа).

В Думе вошёл в состав Конституционно-демократической фракции. Член комиссии для приёма помещений Государственной Думы. Председатель распорядительной комиссии и член Распорядительного комитета. Подписал законопроект «О гражданском равенстве». Также подписал запрос М. М. Ковалевского министру внутренних дел и военному министру о нападении казаков нескольких станиц на ингушский аул Яндырка (ныне село Яндаре, Республика Ингушетия) на основе телеграммы от уполномоченных ингушского народа.
10 июля 1906 года в г. Выборге подписал «Выборгское воззвание» и осужден по ст. 129, ч. 1, п. п. 51 и 3 Уголовного Уложения, приговорен к 3 месяцам тюрьмы и лишен права быть избранным.
Детально последующая  судьба неизвестна.
5 октября 1914 года В. Е. Строганов похоронен на Георгиевском кладбище города Рыбинска.